# Armin Häuser
Armin Häuser (* 30. Juni 1964 in Nieder-Weisel) ist ein deutscher Politiker (CDU). Er war von 2011 bis 2017 Bürgermeister der Stadt Bad Nauheim.

## Leben
Häuser besuchte die Weidigschule in Butzbach und machte dort 1983 das Abitur. Er absolvierte eine Ausbildung zum Inspektoranwärter beim Magistrat der Stadt Bad Nauheim und studierte an der Verwaltungsfachhochschule in Frankfurt am Main. Im September 1986 erhielt er seinen Abschluss als Diplom-Verwaltungswirt (FH).
Von Oktober 1986 bis Oktober 1991 arbeitete er beim Magistrat der Stadt Bad Nauheim als Sachbearbeiter. Von November 1991 bis März 1996 war er in der Staatskanzlei des Landes Mecklenburg-Vorpommern in Schwerin als Haushaltsreferent sowie stellvertretender Leiter des Referats „Haushalt und Organisation“ tätig. Von April 1996 bis September 2001 war Häuser Haupt- und Personalamtsleiter beim Magistrat der Stadt Nidda, danach von September 2001 bis Oktober 2006 hauptamtlicher Erster Stadtrat von Nidda. Von November 2006 bis 2011 war er hauptamtlicher Erster Stadtrat von Bad Nauheim, anschließend von 2011 bis 2017 Bürgermeister von Bad Nauheim. Seit 2018 ist er Geschäftsführer des neu gegründeten Kompetenzzentrums für Telemedizin und E-Health Hessen in Gießen.
Häuser ist seit März 2004 Mitglied der CDU. Seit Januar 2005 gehört er der Christlich-Demokratischen Arbeitnehmerschaft an. Im April 2006 wurde er Mitglied des Kreistags des Wetteraukreises, nach der Kreistagswahl am 6. März 2016 wurde er dessen Vorsitzender.
2011 kandidierte er für das Amt des Bürgermeisters von Bad Nauheim. Nachdem bei der Wahl am 27. März kein Kandidat die Mehrheit erzielen konnte, setzte er sich am 10. April in einer Stichwahl mit 70,3 % gegen den Amtsinhaber Bernd Witzel (UWG) durch. Zum Ende seiner Amtszeit war Häuser mit der örtlichen CDU-Fraktion zerstritten und trat entsprechend bei der Bürgermeisterwahl 2017 nicht erneut an. Er schied im September 2017 aus dem Bürgermeisteramt aus, sein Nachfolger wurde der parteilose Klaus Kreß.
Bei der Bundestagswahl 2021 kandidierte er um ein Direktmandat im Wahlkreis Wetterau I, unterlag jedoch der SPD-Kandidatin Natalie Pawlik.
Häuser ist verheiratet und hat einen Sohn und eine Tochter.